# Dumbrăveni (Vrancea)
Dumbrăveni (in passato Plaineşti) è un comune della Romania di 4 292 abitanti, ubicato nel distretto di Vrancea, nella regione storica della Muntenia. 
Il comune è formato dall'unione di 4 villaggi: Alexandru Vlahuță, Cândești, Dragosloveni, Dumbrăveni.
A Dumbrăveni è visitabile la casa in cui visse a lungo lo scrittore Alexandru Vlahuță (1858-1919), oggi trasformata in un museo a lui dedicato.
Dumbrăveni ha dato i natali al pittore George Ştefănescu (1914) e allo scrittore Duiliu Zamfirescu (1858-1922).